# 美羅城
美羅城（メイルゥオチャン、メトロシティ、中国語: 美罗城、Metro City）は、中華人民共和国上海市徐匯区に位置する複合商業施設である。

## 概要
上海美羅文化娯楽有限公司と上海匯美房産有限公司が、上海徐家匯商城（集団）有限公司とシンガポールメトロホールディングスの合弁会社として1993年4月に設立した。上海美羅城商業管理有限公司によって運営されており、シンガポールBJ建築設計事務所と華東建築設計研究院が共同で設計し、上海住総集団が実施した。1994年12月に着工され、1998年5月に完成し開業した。
フロアにはファストカジュアルフード、ファッション、ヨガ、レストラン街、書店、映画館等が入居している。

## アクセス
- 地下鉄：上海軌道交通徐家匯駅・1号線、9号線、11号線の9番および10番出口[7]
- バス：43、44、50、93、864、920